# مارتن شابمان
مارتن شابمان (بالإنجليزية: Martin Chapman)‏ (26 مارس 1846 - 17 مارس 1924) هو لاعب كريكت نيوزلندي.

## وصلات خارجية
- مارتن شابمان على موقع إي آس بي آن كريك إنفو (الإنجليزية)